# Объединённое государственное политическое управление
Объединённое государственное политическое управление при СНК СССР (ОГПУ при СНК СССР) — специальный орган государственной безопасности СССР. Данная структура была образована на базе ГПУ при НКВД РСФСР постановлением Президиума ЦИК СССР от 15 ноября 1923 года после учреждения в 1922 году СССР — союза четырёх советских республик. В 1934 году ОГПУ вошло в состав НКВД СССР (образованного из НКВД РСФСР) как Главное управление государственной безопасности (ГУГБ). Председателем ОГПУ (а ранее председателем ГПУ при НКВД РСФСР) до 20 июля 1926 года являлся Ф. Э. Дзержинский, затем до 1934 года ОГПУ возглавлял Вячеслав Менжинский.

## Задачи ОГПУ
Основная задача главной политической спецслужбы была сформулирована в Конституции СССР, принятой 31 января 1924 года.

В целях объединения революционных усилий союзных республик по борьбе с политической и экономической контрреволюцией, шпионажем и бандитизмом учреждается при Совете Народных Комиссаров Союза Советских Социалистических Республик Объединённое Государственное Политическое Управление (ОГПУ), председатель которого входит в Совет Народных Комиссаров Союза Советских Социалистических Республик с правом совещательного голоса.
— Конституция СССР от 21.01.1924 года, ст. 61, гл. 9
У НКВД РСФСР остались функции по обеспечению общественной безопасности и пресечению бандитизма и иных правонарушений, при этом союзного НКВД СССР не создавалось.
В свою очередь в ОГПУ СССР была сосредоточена деятельность по борьбе с контрреволюцией, шпионажем, по обеспечению государственной безопасности и борьбе с чуждыми советской власти элементами.

## Полномочия ОГПУ
Объединённое государственное политическое управление являлось центральным ведомством, действовавшим в союзных республиках через управления союзных республик, а в РСФСР — через областные управления.
ОГПУ также осуществляло контроль за политическими отделами при ЦИК автономных республик и областей.
С 15 марта 1923 года по 20 апреля 1928 года ОГПУ участвовало в комиссиях по рассмотрению и утверждению уставов обществ и союзов (объединений), не преследующих целей извлечения прибыли (согласно материалам ЦГАОР СССР, ф. 393, оп. 39, д. 25б, лл. 39—43 об.)
В 1923—1924 годах ОГПУ фактически руководило Центральной аттестационной комиссией по единовременной аттестации личного состава милиции (согласно материалам ЦГАОР СССР, ф. 393, оп. 39, д. 27, л. 247.).
Согласно Конституции СССР 1924 года, представитель ОГПУ являлся обязательным членом Верховного Суда СССР при проведении пленарного заседания, Управление имело право прямого обращения в Верховный Суд СССР. Надзор за деятельностью данного органа осуществлялся прокурором Верховного Суда СССР.

Форма сотрудника ОГПУ

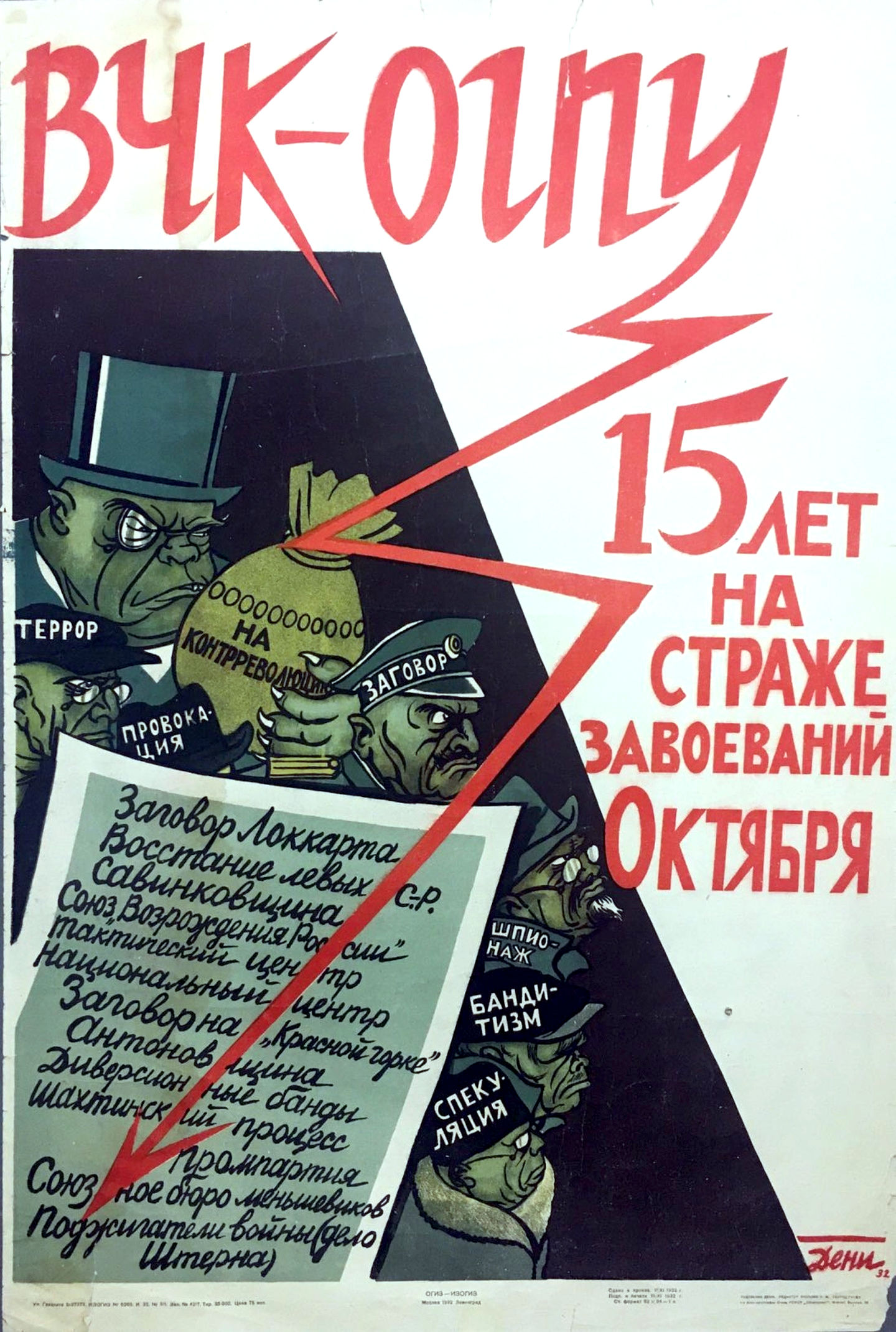
Плакат. ВЧК - ОГПУ. 15 лет на страже завоеваний Октября. 1932 год. На листе, поражаемом молнией ВЧК-ОГПУ, перечислены враги и раскрытые заговоры: Заговор Локкарта, Восстание левых С.-Р., Савинковщина, Союз “Возрождения России”, Тактический центр, Национальный центр, Заговор на “Красной горке”
Антоновщина, Диверсионные банды, Шахтинский процесс, Промпартия, Союзное бюро меньшевиков, Поджигатели войны (дело Штерна).

В подчинении ОГПУ находились особые части войск, необходимые для подавления контрреволюционных выступлений и бандитизма.

Организация вооружённых сил трудящихся есть Рабоче-крестьянская красная армия Союза ССР.
Рабоче-крестьянская красная армия разделяется на сухопутные, морские и воздушные силы.
В состав Рабоче-крестьянской красной армии входят также войска специального назначения: войска Объединённого государственного политического управления и конвойные войска.
— Статья 2., Раздел I., Закона Союза ССР «Об обязательной военной службе», Утверждён ЦИК Союза СССР, СНК Союза СССР, 13 августа 1930 г., № 42/253б
15 декабря 1930 года ЦИК и СНК СССР приняли секретное постановление «О руководстве органами ОГПУ деятельностью милиции и уголовного розыска», на основе которого ОГПУ и его местные органы получили право не только назначения, перемещения и увольнения работников милиции и уголовного розыска, но и использования в своих целях их гласного состава и негласной агентурной сети.
28 марта 1924 года ЦИК СССР утвердил Положение о правах ОГПУ в части административных высылок, ссылок и заключений в концентрационные лагеря. Применение внесудебных репрессий возлагалось на Особое совещание при Коллегии ОГПУ, которому предоставлялось право применения высылки, ссылки и заключения в концлагерь на срок до трёх лет в отношении лиц, причастных к контрреволюционной деятельности, шпионажу и другим государственным преступлениям, подозреваемых в контрабанде, подделке денежных знаков и государственных бумаг, спекулирующих золотой монетой, иностранной валютой и драгоценными металлами. Также в целях борьбы с фальшивомонетчиками и контрабандистами Президиум ЦИК СССР предоставил коллегии ОГПУ право внесудебного рассмотрения дел, вплоть до расстрела в отношении этих лиц.
Несмотря на то, что ОГПУ рассматривало небольшую долю уголовных дел, к смертной казни ОГПУ приговаривало чаще обычных судов. Так, в 1924 году судебная коллегия ОГПУ осудила 9362 лиц (из них 650 лиц к смертной казни), а все губернские суды РСФСР осудили 65109 лиц (из них 615 лиц к смертной казни).
16 октября 1925 года по постановлению ЦИК СССР Сибирь была объявлена «районом неблагополучным по бандитизму». Специальным распоряжением ОГПУ от 16 декабря 1925 г. (телеграмма № 240894/5647/ш) полномочное представительство ОГПУ Сибирского края получило право создать тройку для внесудебного вынесения решений по делам о бандитизме вплоть до расстрела.
В апреле 1927 года Президиум ЦИК СССР принял постановление о мерах борьбы с диверсиями, поджогами, взрывами, авариями и другими вредительскими актами, по которому ОГПУ предоставлялось право рассматривать во внесудебном порядке с применением расстрела по этим делам. 15 июня 1927 года Президиум ЦИК СССР предоставил ОГПУ право рассматривать во внесудебном порядке с применением расстрела дела в отношении «белогвардейцев, контрреволюционеров, шпионов и бандитов», а также оно наделялось правом предоставлять соответствующим представителям ОГПУ на местах полномочия по вынесению внесудебных приговоров в отношении подобных лиц.
4 февраля 1930 года Президиум ЦИК СССР представил ОГПУ право на время проведения операции по ликвидации кулачества передоверить свои полномочия по внесудебному рассмотрению дел полномочным представителям ОГПУ краев и областей.

## Структура
К 1927 году структура центрального аппарата ОГПУ была следующей:
- Коллегия ОГПУ;
- Административно-организационное управление (АОУ);
- Секретно-оперативное управление (СОУ), в которое входили следующие отделы: секретный, контрразведывательный, особый, информационный, иностранный, транспортный, восточный, оперативный и отдел центральной регистратуры;
- Экономическое управление;
- Главное управление пограничной охраны и войск ОГПУ;
- Спецотдел (шифровальный);
- Особоуполномоченный при коллегии;
- Особое совещание при коллегии;
- Судебная коллегия.

Центральному аппарату ОГПУ подчинялись также Экспедиция подводных работ особого назначения (ЭПРОН), спортивное общество войск и органов ОГПУ «Динамо» и некоторые другие организации.
В 1927 году Иностранный отдел был выведен из Секретно-оперативного управления в прямое подчинение Коллегии ОГПУ. В апреле 1930 года в составе ОГПУ было организовано Управление лагерями (УЛАГ), преобразованное в октябре этого же года в Главное управление лагерями (ГУЛАГ). В 1930 году Контразведывательный, особый и Восточный отделы были объединены в единый Особый отдел ОГПУ. В 1930 году в связи с упразднением НКВД РСФСР в составе ОГПУ была образована Главная инспекция милиции и уголовного розыска, которая в 1932 году была реорганизована в Главное управление рабоче-крестьянской милиции (ГУРКМ) ОГПУ.
В 1931 году Секретный и Информационный (информации и политконтроля) отделы были объединены в единый Секретно-политический отдел (СПО). В 1931 году были созданы Отдел кадров ОГПУ, Инженерно-строительный отдел (ИСО) ОГПУ, а АОУ было реорганизовано в Управление делами ОГПУ.
В 1932 году СОУ было упразднено, а Отдел центральной регистратуры был реорганизован в Учётно-статистический (УСО) отдел.
В 1932 году в составе ОГПУ был организован Отдел военизированной пожарной охраны.
К началу 1934 года структура центрального аппарата ОГПУ была следующей:
- Коллегия ОГПУ;
- Управление делами;
- Отдел кадров;
- Особый отдел;
- Секретно-политический отдел;
- Иностранный отдел (ИНО);
- Оперативный отдел;
- Транспортный отдел;
- Специальный отдел;
- Учётно-статистический отдел;
- Финансовый отдел;
- Экономическое управление;
- Главное управление пожарной охраны;
- Главное управление войск ОГПУ;
- Главное управление рабоче-крестьянской милиции;
- ГУЛАГ;
- Особоуполномоченный при коллегии;
- Особое совещание при коллегии;
- Судебная коллегия[7][8].

## Художественные фильмы об ОГПУ
- Операция «Трест» (1967)
- Крах (1968)
- Корона Российской империи, или Снова неуловимые (1971)
- Транссибирский экспресс (1977)
- Синдикат-2 (1981)
- Государственная граница. Восточный рубеж (1982)
- Государственная граница. Красный песок (1984)
- Покушение на ГОЭЛРО (1986)
- Очарование зла (2006)
- Поводырь (2013)
- Зулейха открывает глаза (сериал) (2020)

## В названиях
- «Государственный оптико-механический завод имени ОГПУ» (ГОМЗ)